# Soredie
Soredie (singulár soredium) jsou drobné práškovité částice (propagule) sloužící k vegetativnímu rozmnožování lišejníků. Obsahují několik buněk fotobionta (řasy či sinice) a jsou obalené hyfami houby.
Soredie se vypouští ven ze stélky díky otvorům ve svrchní korové vrstvě lišejníků, tato místa se nazývají sorály. Po uvolnění se soredie dostávají na nové místo, kde za příznivých podmínek vyroste nová stélka (geneticky klon).